# Финикс Лејк (Калифорнија)
Финикс Лејк (енгл. Phoenix Lake) насељено је место без административног статуса у америчкој савезној држави Калифорнија.

## Демографија
По попису из 2010. године број становника је 4.269.
| Група             | 2000.    | 2010.         |
| Белци             | 0 (0,0%) | 3.781 (88,6%) |
| Афроамериканци    | 0 (0,0%) | 15 (0,4%)     |
| Азијати           | 0 (0,0%) | 50 (1,2%)     |
| Хиспаноамериканци | 0 (0,0%) | 305 (7,1%)    |
| Укупно            | 0        | 4.269         |